# Schwelm (Familienname)
Etwa in der ersten Hälfte des 10. Jahrhunderts wird der Name Schwelm (Swelm auch Swelhem später Schwelhem) erstmals erwähnt, als die dem Swelmer Fronhof unterstellten Bauern Salaco und Werinheri der Abtei Werden im Bereich des Schwelmer Fronhofes (in uilla Suelmiu) im Auftrage des Herren zu Swelm einen Hörigen übergaben. Die örtlichen Kleinadeligen im 13. Jahrhundert nannten sich Ritter von und zu Swelm (Schwelm).
Der Hof derer von Swelme am Südrand der Schwelmer Kalkmulde bot den Menschen einen äußerst nährreichen Boden und genügend Wasser. Nachdem der Name zunächst auf die gesamte Talmulde übergegangen war, wurde er schließlich auch zur Bezeichnung eines Baches, der Schwelme. Aber auch vorher wurde das Wort „Swelma auch Swelmna“ schon umgebildet, denn es hieß ursprünglich „Swelmenaha“. Die Endung „aha“ ist altgermanisch und bedeutet „fließendes Wasser“. Der Wortteil „Swelm“ deutet auf die alte Siedlung hin. (Das fließende Wasser derer zu Schwelm)
Der Familienname Schwelm, die über 500 Jahre alte Stadt Schwelm in Westfalen und der etwa neun Kilometer langer Bach gehen gemeinsam auf die Namen Swelm, Swelmna und Swelhem zurück. Nach einer anderen Deutung könnte auch das germanische „Svelan“ pate gestanden haben, das sowohl mit „anschwellen- mehr werden“ als auch mit „Wellen schlagen“ übersetzt werden kann. Demnach würde der Bachname „fließendes, anschwellendes Wasser“ bedeutet haben. Dies ist aber nur eine Hypothese und ist nicht bestätigt. Nach 1449 wurde das Dorf noch Swelhem geschrieben, sein Herr nun von Schwelhem und das Rittergut bereits zu Schwelm. Unnd wiewohl die von Schwelhem gebedensievon schattung und diensten to befryen, so soll idt doch hinforder damit gehalden werden wannehr Unß durch gemeine Ritterschaft und Stede Unser Lande Cleve und Marck ein Reichß..
Siehe auch:
- Schwelm (Adelsgeschlecht)
- Schwelm (Stadt)
- Schwelme (Bach)

Schwelm ist der Familienname folgender Personen:
- Frowin von Swelme (1417–1488), Stammvater
- Johann von Schwelhem zu Schwelm (1441–1498), Ritter
- Gottschalk von Schwelhem (1439–1502), Ratsherr in Köln
- Johannes Schwelm Abt des benediktischen Klosters (1493–1510) zu Schönau
- Christian von Schwelm (1489–1549), Ratsherr in Köln
- Hermann von Schwelm (1518–1597), Alias Weinsberg, bedeutendster deutscher Chronist des 16. Jahrhunderts
- Peter von Schwelm (1525–1605), letzter Ritter von und zu Schwelm
- Gottschalk von Schwelm (1561–1609), Ritter im Dienste des Herzogs Johann Wilhelm
- Alfred Schwelm (1906–1968), Architekt, Bauträger und Erfinder
- Adolfo Schwelm-Cruz (1923–2012), argentinischer Automobilrennfahrer
- Peter Schwelm (* 1958), Leichtathlet, Sprinter